# Mirandornithes
Mirandornithes är en klad som omfattar Phoenicopteriformes (flamingofåglar) och Podicipediformes (doppingfåglar). De har tidigare varit taxonomiskt svårplacerade. Flamingofåglarna har placerats i olika grupper under Neognathae, bland annat tillsammans med storkfåglar och änder, medan doppingfåglarna placerats med lommarna (Gaviiformes). Studier har dock visat att de utgör en egen monofyletisk grupp och att doppingfåglar och flamingofåglar utgör varandras systergrupper. Doppingarna och flamingoerna utgör även en separat utvecklingsgren bland alla moderna fåglar.